# 10º anniversario della Repubblica Popolare Cinese

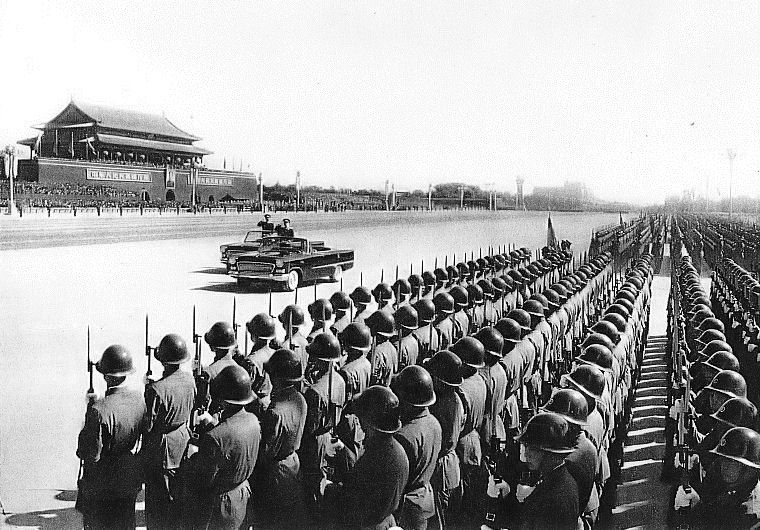
Il ministro della difesa nazionale Lin Biao davanti alle truppe cinesi in Piazza Tienanmen

Il 10º anniversario della fondazione della Repubblica Popolare Cinese (庆祝中华人民共和国成立10周年大会, Qìngzhù zhōnghuá rénmín gònghéguó chénglì 10 zhōunián dàhuì) ebbe luogo il 1º ottobre del 1959; la celebrazione principale di questa ricorrenza avvenne in piazza Tienanmen, a Pechino, in seguito a un banchetto a cui presero parte diversi dignitari stranieri.

## I preparativi
A Pechino, in preparazione a questo evento, sono stati costruiti i "Dieci grandi edifici" (十大建筑S, shí dà jiànzhúP), tra cui la Grande sala del popolo.

## A Pechino

### Riunione celebrativa (28–29 settembre)
Il 28 e il 29 settembre del 1959 ebbe luogo una riunione celebrativa nella Grande sala del popolo, con più di 10.000 partecipanti. L'evento era presieduto dal presidente del partito comunista Mao Zedong e dal presidente della repubblica Liu Shaoqi, il quale tenne un discorso programmatico di fronte a un pubblico che comprendeva, tra gli altri, il presidente vietnamita Ho Chi Minh, il politico sovietico Michail Andreevič Suslov, il politico albanese Mehmet Shehu, il politico bulgaro Dimităr Ganev, il presidente del consiglio della presidenza ungherese István Dobi, il presidente del consiglio di stato polacco Aleksander Zawadzki, il politico mongolo Yumjaagiin Tsedenbal, il leader supremo nordcoreano Kim Il-sung e il primo segretario del partito comunista cecoslovacco Antonín Novotný.

### Il banchetto (30 settembre)
Durante la sera del 30 settembre venne allestito un banchetto giubilare nella Grande sala del popolo. Il numero degli ospiti, provenienti da circa 80 nazioni diverse, si aggirava intorno ai 5.000. Mao Zedong fece ingresso insieme al primo segretario del partito comunista sovietico Nikita Sergeevič Chruščëv; i due politici vennero accolti da uno scroscio di applausi. Il primo ministro cinese Zhou Enlai, accompagnato da Chruščëv, pronunciò poi un discorso ai convitati, tra i quali figurava anche il ministro degli affari esteri dell'Unione Sovietica Andrej Andreevič Gromyko.
Chruščëv era arrivato in Cina il giorno stesso, in seguito a una visita negli Stati Uniti d'America. Il suo primo discorso venne pronunciato immediatamente dopo l'atterraggio, quando si trovava ancora all'aeroporto.

### Parata militare in Piazza Tienanmen (1º ottobre)
Secondo i reportage dei media cinesi, 700.000 persone erano riunite in piazza Tienanmen. La coreografia dell'evento includeva una riproduzione dello stemma cinese con, ai lati, i numeri "1949" e "1959", resa possibile grazie al contributo di migliaia di collaboratori. Alle 9:45 l'evento venne ufficialmente aperto da una banda di mille musicisti forniti di altrettanti ottoni, che suonarono il celebre brano L'Oriente è rosso. Mao Zedong e Nikita Chruščëv, una volta conclusa l'esecuzione del pezzo, fecero il loro ingresso seguiti da diversi dignitari (i.e. il presidente Liu Shaoqi, i vicepresidenti Song Qingling e Dong Biwu, il ministro della difesa nazionale Lin Biao, il presidente del comitato permanente dell'assemblea nazionale del popolo Zhu De, il futuro leader cinese Deng Xiaoping et cetera).
Il sindaco di Pechino, Peng Zhen, dichiarò l'inizio della cerimonia alle ore 10:00. La banda suonò l'inno nazionale e una delegazione di 400 giovani pionieri presentò un tributo floreale ai piedi del Monumento agli eroi del popolo.
Dopo un discorso del ministro della difesa nazionale Lin Biao, ebbe inizio la vera e propria parata militare, seguita da un corteo di operai, contadini, studenti e atleti.

### Delegazioni internazionali agli eventi principali a Pechino
Durante il banchetto del 30 settembre parteciparono diverse delegazioni, in rappresentanza di partiti o di governi comunisti. I nomi dei capi delle delegazioni sono riportati tra parentesi.

#### Blocco socialista
Le delegazioni congiunte provenienti dal blocco socialista, rappresentanti sia lo stato che il partito, erano in tutto undici:
- Albania (Mehmet Shehu)
- Bulgaria (Dimităr Ganev)
- Cecoslovacchia (Antonín Novotný)
- Corea del Nord (Kim Il-sung)
- Germania Est (Hermann Matern)
- Mongolia (Yumjaagiin Tsedenbal)
- Polonia (Aleksander Zawadzki)
- Romania (Emil Bodnăraș)
- Ungheria (István Dobi)
- Unione Sovietica (Nikita Chruščëv)
- Vietnam del Nord (Ho Chi Minh)

#### Africa
- Partito Comunista Algerino (Larbi Bouhali)

#### Americhe
- Partito Comunista dell'Argentina (Victorio Codovilla)
- Partito Comunista della Bolivia (Jesús Lara)
- Partito Comunista Brasiliano (Luís Carlos Prestes)
- Partito Progressista del Lavoro, Canada (Nelson Clarke)
- Partito Comunista del Cile (José González)
- Partito Comunista di Colombia (Víctor J. Merchán)
- Partito dell'Avanguardia Popolare, Costa Rica (Arnoldo Ferreto)
- Partito Socialista Popolare, Cuba (Aníbal Escalante)
- Partito Comunista dell'Ecuador (Alejandro Idrovo)
- Partito Guatemalteco del Lavoro
- Partito Comunista Messicano
- Partito Socialista del Nicaragua
- Partito Comunista Paraguaiano (Rogelio Espíndola)
- Partito Comunista dell'Uruguay (Enrique Rodríguez)
- Partito Comunista del Venezuela (Jesús Faría)

#### Asia e Pacifico
- Partito Comunista dell'Australia (Lance Sharkey)
- Partito Comunista di Ceylon (K.P. de Silva)
- Partito Comunista Giapponese (Sanzō Nosaka)
- Partito Comunista Giordano (Fu'ad Nassar)
- Partito Comunista d'India (Ajoy Ghosh)
- Partito Comunista Indonesiano (Njoto)
- Partito Comunista Iracheno (Mohammed Hussein Abu al-Iss)
- Partito Iraniano del Tudeh ("Tubali")
- Partito Comunista di Israele (Tzvi Breitstein)
- Partito Comunista Libanese (Hassan Qraytim)
- Partito Comunista del Nepal (Keshar Jung Rayamajhi)
- Partito Comunista della Nuova Zelanda (V. G. Wilcox)
- Partito Comunista Siriano (Khalid Bakdash)
- Partito Comunista di Turchia

#### Europa
- Partito Comunista d'Austria (Johann Koplenig)
- Partito Comunista del Belgio (Frans Van den Branden)
- Partito Comunista della Danimarca (Robert Sartori)
- Partito Comunista Finlandese (Aimo Aaltonen)
- Partito Comunista Francese (Waldeck Rochet)
- Partito Comunista di Germania ("Karl")
- Partito Comunista di Gran Bretagna (Harry Pollitt)
- Partito Comunista di Grecia (Apostolos Grozos)
- Partito dell'Unità Popolare – Partito Socialista, Islanda (Eggert Þorbjarnarson)
- Partito Comunista Italiano (Girolamo Li Causi)[5]
- Partito comunista del Lussemburgo (Dominique Urbany)
- Partito Comunista di Norvegia (Jørgen Vogt)
- Partito Comunista dei Paesi Bassi (G. Pothoven)
- Partito Comunista Portoghese
- Partito Comunista Sammarinese (Umberto Barulli)
- Partito Comunista di Spagna (Dolores Ibárruri)
- Partito Comunista di Svezia (Hilding Hagberg)
- Partito del Lavoro (Svizzera), Svizzera (Guido Cavagna)

#### Delegazioni di altri stati
Di seguito sono elencate le delegazioni ufficiali di stati non appartenenti al blocco socialista:
- Afghanistan (Ghulam Mohammed Sherzad, ministro del commercio)
- Algeria (Benyoucef Benkhedda, ministro dell'assistenza sociale)
- Birmania (U Chit Thaung, ministro della cultura)
- Guinea (Diawadou Barry, ministro dell'istruzione)
- Iraq (Ahmad Muhammad Yahya, ministro degli affari interni)
- Nepal (Dr. Tulsi Giri, ministro dello sviluppo dei villaggi)
- Sudan (A. M. Gubara, cancelliere dell'Università of Khartoum)
- Yemen (Sayed Ali Al-Muyyad, ministro di stato)

#### Organizzazioni internazionali
- Associazione internazionale di avvocati democratici (Denis Nowell Pritt, presidente)
- Consiglio di solidarietà popolare afro-asiatica (Yusuf al-Sibai, segretario generale)
- Consiglio mondiale per la pace (John Desmond Bernal, presidente esecutivo)
- Federazione democratica internazionale delle donne (Marie-Claude Vaillant-Couturier, vicepresidente)
- Federazione mondiale della gioventù democratica (Christian Echard, segretario generale)
- Federazione sindacale mondiale (Sugiri, membro della segreteria)
- Unione internazionale degli studenti (Jiří Pelikán, presidente)

## Giacimento petrolifero di Daqing
Il 26 settembre 1959, pochi giorni prima dell'anniversario, venne scoperto un giacimento petrolifero a Datongzhen. Il centro abitato venne rinominato in Daqing ("grande celebrazione"), in riferimento alle celebrazioni del decimo anniversario della repubblica.

## Altre regioni
Il 1º ottobre vennero organizzate delle parate anche in altre città cinesi, come Shanghai, Chongqing, Guangzhou, Xi'an, Shenyang e Tientsin.